# Циммерман, Иоанн Георг
Иоа́нн Гео́рг Риттер фон Циммерма́н (нем. Johann Georg Ritter von Zimmermann; часто пишут без титула: Иоанн Георг Циммерман, или Иоганн Георг Циммерман; 8 декабря 1728, Бругг, Аргау — 7 октября 1795, Ганновер) — швейцарский философ и врач.

## Философ
Наиболее известны трактаты Циммермана «Об одиночестве» (нем. Über die Einsamkeit; 4 тома, 1756, 1784—85) и «О национальной гордости» (нем. Vom Nationalstolz; Цюрих, 1789). Из первого сочинения Мармье сделал извлечение под заглавием: «Одиночество» (фр. "La solitude"; Париж, 1845); во введении рассказана биография Циммермана. Сочинения Циммермана и в настоящее время не совсем потеряли значение; в своё время они переводились на все языки и имели большой успех. Циммерман восставал против национализма. Его сочинение «Об одиночестве» в сокращённом виде помещено в издании «British classics» Валькера.

## Врач
Учился в Гёттингене, где написал диссертационное сочинение «De irritabilitate» (1751) и получил степень доктора медицины. Считался учеником швейцарского врача Галлера. После путешествия в Нидерландах и Франции был практикующим врачом в Бругге. Его книга «Опыт лекарственной науки» (нем. Von der Erfahrung in der Arzneiwissenschaft; 1764), написанная в Бругге, была хорошо известна современникам. С 1768 года — лейб-медик английского короля Георга III.
Приглашался, как врач, к умирающему прусскому королю Фридриху II. Много беседовал с монархом на самые разнообразные темы. Свои впечатления от общения с Фридрихом II изложил в сочинении «Фридерик Великий при смерти».

## Иоанн Георг Циммерман и Россия
Циммерман — иностранный почётный член (1786, от Англии) Петербургской Академии наук. Состоял в переписке с российской императрицей Екатериной II. Приглашался Екатериной II в Санкт-Петербург, придворным медиком, но приглашение отклонил.
Среди читателей сочинений Циммермана были Екатерина II и Павел I, а также российская знать того времени.

## Характер. Афоризмы
В характере Циммермана была странная комбинация сентиментализма, меланхолии и энтузиазма; и именно по свободному и эксцентричному выражению этих качеств он вызывал интерес своих современников. Вильям Гирш причислял его к людям одновременно выдающимся и душевнобольным. Циммерману приписывают афоризмы:
Молчание — самый надёжный ответ на всякие противоречия, продиктованные дерзостью, вульгарностью или завистью.
Дважды в жизни человек должен быть одиноким: в юности — чтобы большему научиться и выработать себе, для руководства, образ мыслей, и в старости — чтобы взвесить все пережитое.